# Петър Горов
Петър Горов Ников е български революционер, войвода на Вътрешната македоно-одринска революционна организация.

## Биография
Роден е в 1872 година в малкотърновското село Заберново в патриотично семейство. Дядо му е убит от турците в Руско-турската война от 1828 – 1829 година, а баща му е член на революционния комитет по време на подготовката на Априлското въстание. Горов влиза във ВМОРО през септември 1902 година. Става касиер на селския революционен комитет, а през април 1903 година е избран за войвода на смъртната дружина в Заберново. През Илинденско-Преображенското въстание четата на Горов е в отряда на Дико Джелебов, войвода на Стоиловския революционен участък и участва в нападението срещу турските гарнизони в Стоилово и Калово. Петър Горов съхранява революционното знаме на участъка. Днес то се съхранява във Военноисторическия музей в град София.
След въстанието в 1907 година е арестуван за революционна дейност и осъден на три години, но лежи само пет месеца в затвор в Одрин, тъй като е амнистиран след Младотурската революция. След освобождението на родния му край в 1912 година развива активна обществена дейност като член на БЗНС. През 1923 г. като сдружен земеделец участва в Септемврийското въстание. Умира в 1956 година.